# Girls in Tech
Girls in Tech est une organisation mondiale à but non lucratif  fondée en 2007 par Adriana Gascoigne orientée sur l'engagement, l'éducation et l'autonomisation des femmes dans le domaine de la technologie. L'organisation est passée de San Francisco à plus de 50 chapitres situés en Amérique du Nord, en Europe, en Asie, au Moyen-Orient, en Afrique et en Amérique du Sud,.

## Histoire

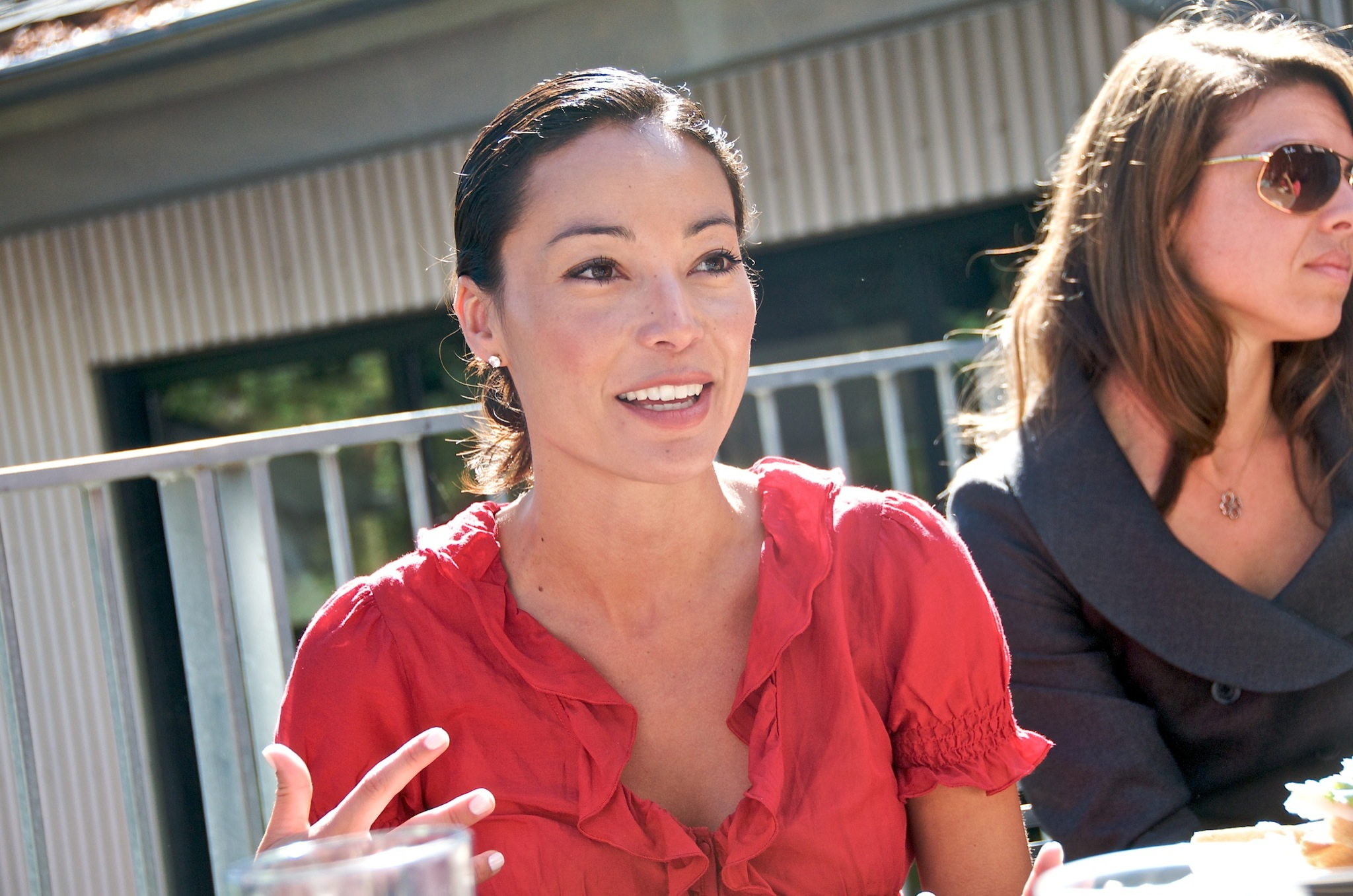
Adriana Gascoigne, cofondatrice de l'organisation.

Alexandra Gascoigne a lancé Girls in Tech en février 2007 à San Francisco après avoir remarqué qu'elle était l'une des seules femmes de son entreprise de technologie.
En juillet 2008, le deuxième chapitre[Quoi ?] de l'organisation a été lancé à Los Angeles.
En décembre 2008, Girls in Tech a été lancé à New York.
En janvier 2009, le premier chapitre[Quoi ?] international de Girls in Tech a été lancé à Londres simultanément avec de nouveaux chapitres à Austin, Boston et Portland.
En avril 2015, lors d'une conférence Girls in Tech à Phoenix, Tania Katan a présenté It Was Never a Dress, réinventant ainsi le symbole générique d'une femme sur les panneaux de salle de bain comme portant une cape au lieu d'une robe.
En juillet 2015, il y a 47 chapitres[Quoi ?] dans le monde.
En janvier 2016, ESPN Women s'associé à Girls in Tech pour un hackathon avant le Super Bowl.
En mai 2016, Girls in Tech s'est associée à Traction Labs afin de fournir gratuitement des bureaux à San Francisco aux femmes et aux entrepreneurs issus de minorités.

## Programmes
Girls in Tech lance une initiative en mars 2021 afin de mettre fin à la disparité entre les sexes dans les salles de conférence. Baptisée "La moitié du conseil d'administration : 50/50 d'ici 2025", l'initiative a appelé les organisations à s'engager en faveur de la parité hommes-femmes dans leurs conseils d'administration d'ici 2025. La moitié du conseil d'administration : 50/50 d'ici 2025 a demandé aux organisations et aux individus de s'engager à prendre des mesures pour s'assurer que les femmes représentent au moins 50 % des conseils d'administration des entreprises de l'industrie technologique. L'effort comprend une lettre ouverte rédigée par les membres du conseil d'administration de Girls in Tech aux dirigeants de la technologie exigeant la parité entre les sexes d'ici le 24 décembre 2024. La campagne est lancée dans le cadre des efforts de l'organisation soutenant le Mois de l'histoire des femmes et la Journée internationale de la femme. La fondatrice et PDG de Girls in Tech, Adriana Gascoigne, a écrit un éditorial qui a été publié dans Newsweek sur la nécessité d'un "moonshot sur la parité des sexes" qui a amplifié l'initiative,.
Girls in Tech a créé un certain nombre de programmes afin d'augmenter le nombre de femmes travaillant dans le monde de la technologie, notamment Global Classroom, une plateforme d'apprentissage en ligne qui donne accès à des cours et à des ressources en ligne afin d'améliorer les connaissances dans les domaines liés aux STIM. D'autres programmes incluent le concours Amplify Pitch, le mentorat, et les offres d'emploi dans le domaine de la technologie, entre autres.
En octobre 2021, Girls in Tech s'associe à Amazon Web Services (AWS) dans le but d'attirer davantage de femmes dans les emplois du secteur public grâce à une initiative de mentorat et de formation.